# Frans vachtblauwtje
Het Frans vachtblauwtje (Polyommatus dolus) is een vlinder uit de familie Lycaenidae (kleine pages, vuurvlinders en blauwtjes). De wetenschappelijke naam van deze soort is gepubliceerd in 1823 door Jacob Hübner.

## Verspreiding en leefgebied
Het Frans vachtblauwtje komt voor in Zuidoost-Frankrijk en Noordwest-Italië op hoogten tussen 600 en 1800 meter.

## Waardplanten
De rups leeft op esparcette (Onobrychis viciifolia) en mogelijk ook op Medicago-soorten (rupsklaver).

## Ondersoorten
- Polyommatus dolus dolus (Hübner, 1823)
  - = Polyommatus lefebvrii Godart, [1824]
  - = Cupido lefebvrii Godart, 1823
- Polyommatus dolus vittata (Oberthür, 1892)
  - = Lycaena dolus vittata Oberthür, 1892
  - = Agrodiaetus vittata (Oberthür, 1892)
- Polyommatus dolus virgilia (Oberthür, 1910)
  - = Lycaena dolus r. virgilia Oberthür, 1910
- Polyommatus dolus gargano (Wimmers, 1931)
  - = Lycaena dolus var. gargano Wimmers, 1931
- Polyommatus dolus paravirgilia (Verity, 1946)
  - = Agrodiaetus dolus paravirgilia (Verity, 1946)